# Лежневский район
Ле́жневский райо́н — административно-территориальная единица (район) и муниципальное образование (муниципальный район) на юго-западе Ивановской области России.
Административный центр — посёлок городского типа Лежнево.

## География

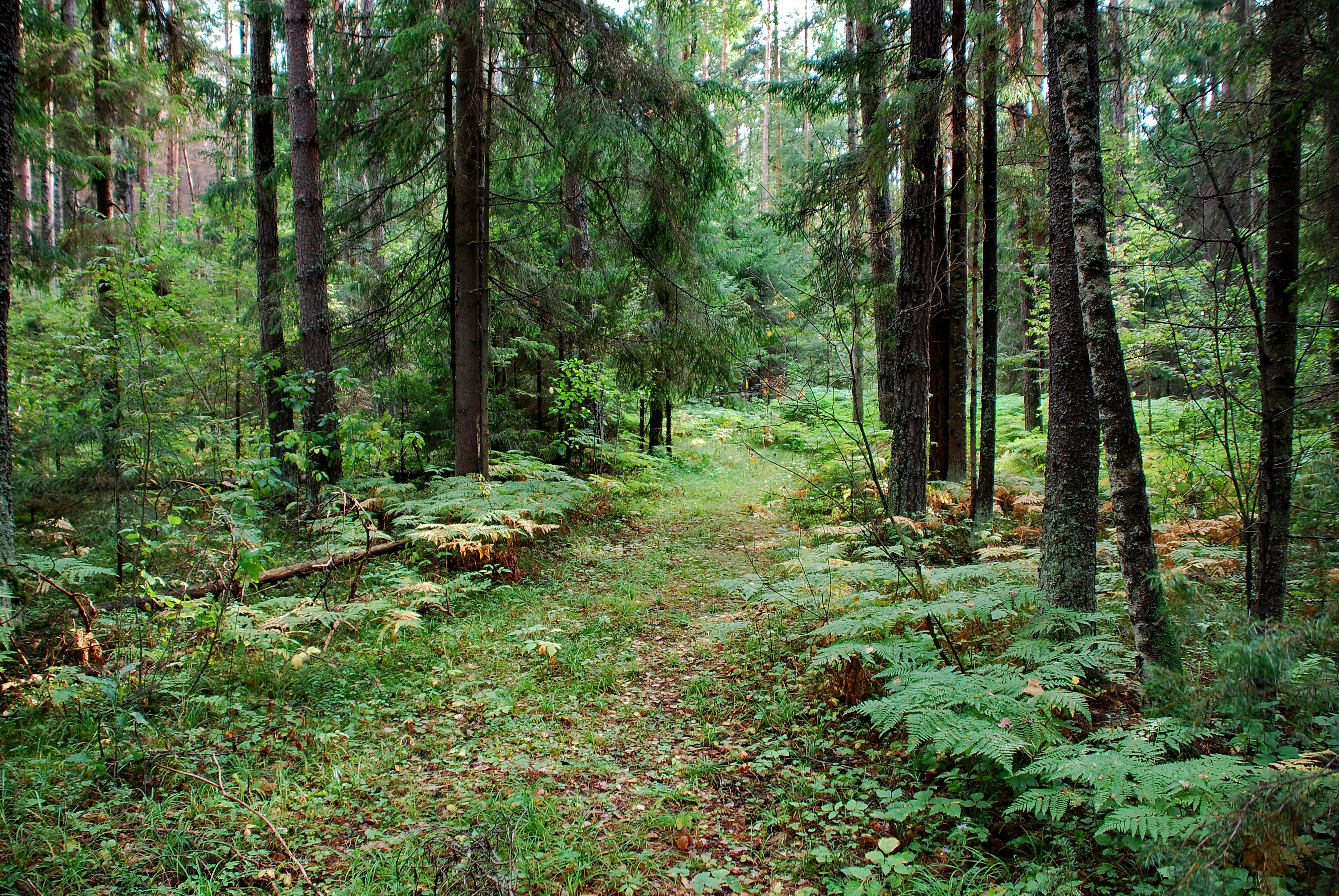
Лес в Лежневском районе

Район расположен на юго-западе Ивановской области и граничит с Ивановским, Шуйским, Савинским, Тейковским районами Ивановской области, а также с Суздальским районом Владимирской области. Площадь района составляет 772,52 км².
Территория района занимает часть Волго-Клязьминского междуречья и располагается на моренной и водно-ледниковой равнине. Рельеф преимущественно холмисто-волнистый, расчленённый речными долинами.
Климат умеренно континентальный. Средняя температура июля составляет +18 °C, января — −12 °C. Устойчивый снежный покров держится с середины ноября до середины апреля, его толщина достигает 40 см.
Основные реки района относятся к бассейну Клязьмы. Крупнейшей является река Уводь с её правыми притоками Ухтохмой и Вязьмой. Всего на территории района насчитывается 11 рек и 20 ручьёв. Озёр немного, среди них Красный Остров, Чёрное (Таковец) и Селецкое.

## История
1 января 1932 года постановлением Президиума ВЦИК в составе Ивановской Промышленной области был образован Лежневский район в составе:
- а) сельсоветов бывшего Ивановского района: Афанасовского, Дегтярёвского, Задниковского, Златоустовского, Купалищевского, Лежневского, Марковицкого, Масловского, Михалёвского, Михалицкого, Плясуновского, Полунихского, Стрекаловского, Стромихинского, Увальевского и Чернцского;
- б) сельсоветов Шуйского района: Быковского, Вознесенского, Воскресенского, Высоковского, Елховского; Житковского, Ново-горкинского, Ногинского, Польковского, Растилковского и Хозниковского и
- в) селений Березовского сельсовета Тейковского района: Большое и Малое Авдотцыно, Игнатиха, Красный остров, Кунятиха, Ломы, Озёра, Оладьино, Попцево и Большой Таковец[4].

1 февраля 1933 года к городу Кохма отошли Михалицкий, Полунихский и Стромихинский сельсоветы. В январе 1935 года к вновь образованному Савинскому району отошли Вознесенский, Ногинский и Польковский сельсоветы; к Ивановскому району — Дегтяревский, Златоустовский, Купалищенский, Михалевский сельсоветы. 8 марта 1950 года Ново-Горкинский сельсовет переименован в Дягильковский. 18 июня 1954 года в результате укрупнения ликвидированы Житковский, Быковский, Высоковский, Елховский сельсоветы; Афанасовский, Марковицкий, Стрекаловский сельсоветы объединены в Щаповский, Задниковский и Плясуновский — в Анисимовский, Масловский и Увальевский — в Телегинский. 22 августа 1960 года Телегинский сельсовет слился с Лежневским.
1 февраля 1963 года район был ликвидирован, сельсоветы переданы в Ивановский и Шуйский сельские районы, посёлок городского типа Лежнево вошёл в состав Ивановского промышленного района, рабочий посёлок Новые Горки — в состав Савинского промышленного района.
28 августа 1985 года Лежневский район был восстановлен за счет части территорий Ивановского и Шуйского районов. В Лежневский район переданы рабочий посёлок Лежнево, сельсоветы Воскресенский, Задниковский, Лежневский, Растилковский, Чернцкий, Шилыковский, Щаповский Ивановского района; рабочий посёлок Новые Горки, Новогоркинский и Хозниковский сельсоветы Шуйского района. 19 декабря 1985 года Задниковский сельсовет переименован в Сабиновский.
В 2005 году в рамках организации местного самоуправления был образован муниципальный район.

## Население
| 1939    | 1959    | 1979    | 1989    | 2002    | 2009    | 2010    | 2011    | 2012    |
| ------- | ------- | ------- | ------- | ------- | ------- | ------- | ------- | ------- |
| 29 180  | ↘27 199 | ↘23 112 | ↘22 706 | ↘20 102 | ↘19 559 | ↘19 001 | ↘19 000 | ↗19 113 |
| 2013    | 2014    | 2015    | 2016    | 2017    | 2018    | 2019    | 2020    | 2021    |
| ↗19 165 | ↗19 221 | ↘19 088 | ↘18 832 | ↘18 687 | ↘18 655 | ↘18 294 | ↘18 113 | ↘15 508 |

### Урбанизация
В городских условиях (пгт Лежнево) проживает 47,05% населения района.

### Национальный состав
По итогам переписи населения 2020 года проживали следующие национальности (национальности менее 0,1 % и другое, см. в сноске к строке «Другие»):
| Национальность | Численность, чел. | Доля    |
| -------------- | ----------------- | ------- |
| Русские        | 15 029            | 96,91%  |
| Украинцы       | 63                | 0,41%   |
| Чуваши         | 26                | 0,17%   |
| Татары         | 26                | 0,17%   |
| Другие         | 364               | 2,34%   |
| Итого          | 15 508            | 100,00% |

## Муниципально-территориальное устройство
В состав муниципального района входят 5 муниципальных образований: 1 городское и 4 сельских поселения.
| № | Муниципальное образование         | Административный центр | Количество населённых пунктов | Население (чел.) | Площадь (км²) |
| - | --------------------------------- | ---------------------- | ----------------------------- | ---------------- | ------------- |
| 1 | Лежневское городское поселение    | пгт Лежнево            | 1                             | ↘7297            | 6,09          |
| 2 | Лежневское сельское поселение     | село Ухтохма           | 77                            | ↘2054            | 103,00        |
| 3 | Новогоркинское сельское поселение | село Новые Горки       | 14                            | ↘2593            | 70,30         |
| 4 | Сабиновское сельское поселение    | деревня Сабиново       | 17                            | ↘1172            | 88,70         |
| 5 | Шилыковское сельское поселение    | село Шилыково          | 23                            | ↘2392            | 1,17          |

Изначально в 2005 году было образовано 1 городское и 7 сельских поселений. В 2015 году Хозниковское сельское поселение было включено в Сабиновское сельское поселение; Чернцкое сельское поселение — в Шилыковское сельское поселение; Воскресенское — в Лежневское сельское поселение.

## Населённые пункты
В Лежневском районе 132 населённых пункта, в том числе 1 городской (пгт) и 131 сельский.
| №    | Населённый пункт   | Тип     | Население                                                                                            | Муниципальное образование         |
| ---- | ------------------ | ------- | --- | --------------------------------- |
| 1    | Авдотцыно Большое  | деревня | ↘22                                                                                                  | Шилыковское сельское поселение    |
| 2    | Аладино            | деревня | ↘14                                                                                                  | Шилыковское сельское поселение    |
| 3    | Андреевка          | деревня | ↘0                                                                                                   | Лежневское сельское поселение     |
| 4    | Анисимово          | деревня | ↘74                                                                                                  | Лежневское сельское поселение     |
| 5    | Антропьево         | деревня | ↘1                                                                                                   | Сабиновское сельское поселение    |
| 6    | Апаницыно          | деревня | ↘16                                                                                                  | Сабиновское сельское поселение    |
| 7    | Арефино            | деревня | ↘56                                                                                                  | Сабиновское сельское поселение    |
| 8    | Аржаново           | деревня | ↘30                                                                                                  | Лежневское сельское поселение     |
| 9    | Афанасово          | деревня | ↘43                                                                                                  | Лежневское сельское поселение     |
| 10   | Афанасово          | деревня | 16                                                                                                   | Сабиновское сельское поселение    |
| 11   | Барсково           | деревня | ↘2                                                                                                   | Лежневское сельское поселение     |
| 12   | Башмаки            | деревня | ↘0                                                                                                   | Лежневское сельское поселение     |
| 13   | Белавино           | деревня | ↘0                                                                                                   | Лежневское сельское поселение     |
| 14   | Болгово Большое    | деревня | ↘12                                                                                                  | Лежневское сельское поселение     |
| 15   | Болгово Малое      | деревня | ↘7                                                                                                   | Лежневское сельское поселение     |
| 16   | Борисцево          | деревня | ↘16                                                                                                  | Новогоркинское сельское поселение |
| 17   | Бруснижново        | деревня | ↘0                                                                                                   | Новогоркинское сельское поселение |
| 18   | Булатцево          | деревня | ↘3                                                                                                   | Лежневское сельское поселение     |
| 19   | Бушманово          | деревня | ↘26                                                                                                  | Лежневское сельское поселение     |
| 20   | Быковка            | деревня | ↘20                                                                                                  | Лежневское сельское поселение     |
| 21   | Вахнеево           | деревня | ↘0                                                                                                   | Лежневское сельское поселение     |
| 22   | Великодворское     | деревня | ↘36                                                                                                  | Лежневское сельское поселение     |
| 23   | Веснево            | деревня | ↘18                                                                                                  | Шилыковское сельское поселение    |
| 24   | Волково            | деревня | ↘11                                                                                                  | Лежневское сельское поселение     |
| 25   | Волотово           | деревня | ↘7                                                                                                   | Лежневское сельское поселение     |
| 26   | Воскресенское      | село    | ↗651                                                                                                 | Лежневское сельское поселение     |
| 27   | Выселиха           | деревня | ↘14                                                                                                  | Сабиновское сельское поселение    |
| 28   | Высоково           | деревня | ↘67                                                                                                  | Лежневское сельское поселение     |
| 29   | Вятково            | деревня | ↘8                                                                                                   | Шилыковское сельское поселение    |
| 30   | Гомыленки          | деревня | ↘3                                                                                                   | Лежневское сельское поселение     |
| 31   | Горшково           | деревня | ↘22                                                                                                  | Сабиновское сельское поселение    |
| 32   | Горшково           | деревня | ↘2                                                                                                   | Шилыковское сельское поселение    |
| 33   | Грезино            | деревня | ↘49                                                                                                  | Новогоркинское сельское поселение |
| 34   | Грузниха           | деревня | ↘5                                                                                                   | Лежневское сельское поселение     |
| 35   | Гулиха             | деревня | ↘58                                                                                                  | Лежневское сельское поселение     |
| 36   | Деревеньки         | деревня | ↘4                                                                                                   | Лежневское сельское поселение     |
| 37   | Детково            | деревня | ↘2                                                                                                   | Новогоркинское сельское поселение |
| 38   | Дориха             | деревня | ↘31                                                                                                  | Лежневское сельское поселение     |
| 39   | Доронькино         | деревня | ↘0                                                                                                   | Шилыковское сельское поселение    |
| 40   | Дуброво            | деревня | ↘3                                                                                                   | Шилыковское сельское поселение    |
| 41   | Дудино             | деревня | ↘56                                                                                                  | Новогоркинское сельское поселение |
| 42   | Дьяково            | деревня | ↘3                                                                                                   | Новогоркинское сельское поселение |
| 43   | Дюпово             | деревня | ↘33                                                                                                  | Лежневское сельское поселение     |
| 44   | Дягильково         | деревня | ↘85                                                                                                  | Новогоркинское сельское поселение |
| 45   | Елхово             | деревня | ↘2                                                                                                   | Лежневское сельское поселение     |
| 46   | Есино              | деревня | ↘29                                                                                                  | Новогоркинское сельское поселение |
| 47   | Ефремово           | деревня | ↘18                                                                                                  | Шилыковское сельское поселение    |
| 48   | Жилкино            | деревня | ↘2                                                                                                   | Шилыковское сельское поселение    |
| 49   | Житково            | деревня | ↘2                                                                                                   | Сабиновское сельское поселение    |
| 50   | Жуковицы           | деревня | ↘8                                                                                                   | Лежневское сельское поселение     |
| 51   | Златоуст           | село    | 73                                                                                                   | Шилыковское сельское поселение    |
| 52   | Игнатиха           | деревня | ↘17                                                                                                  | Шилыковское сельское поселение    |
| 53   | Калинино           | деревня | ↘1                                                                                                   | Лежневское сельское поселение     |
| 54   | Клементьево        | деревня | \| 1859[27] \| 1905[28] \| 2010[10] \| \| -------- \| -------- \| -------- \| \| 97 \| ↘57 \| ↘46 \| | Лежневское сельское поселение     |
| 55   | Кнутиха            | деревня | ↘49                                                                                                  | Сабиновское сельское поселение    |
| 56   | Княжево            | деревня | ↘3                                                                                                   | Лежневское сельское поселение     |
| 57   | Козино             | деревня | ↘48                                                                                                  | Лежневское сельское поселение     |
| 58   | Колышкино          | деревня | ↘75                                                                                                  | Лежневское сельское поселение     |
| 59   | Корнево            | деревня | ↘81                                                                                                  | Новогоркинское сельское поселение |
| 60   | Коровиха           | деревня | ↗340                                                                                                 | Новогоркинское сельское поселение |
| 61   | Красный Остров     | деревня | 11                                                                                                   | Шилыковское сельское поселение    |
| 62   | Крутово            | деревня | ↘16                                                                                                  | Лежневское сельское поселение     |
| 63   | Кудреватик         | деревня | ↘5                                                                                                   | Лежневское сельское поселение     |
| 64   | Кузьмаденье        | деревня | ↘13                                                                                                  | Лежневское сельское поселение     |
| 65   | Кукарино           | село    | ↗409                                                                                                 | Сабиновское сельское поселение    |
| 66   | Кунеевка           | деревня | ↘5                                                                                                   | Лежневское сельское поселение     |
| 67   | Кунятиха           | деревня | ↘1                                                                                                   | Шилыковское сельское поселение    |
| 68   | Курилиха           | деревня | ↘4                                                                                                   | Лежневское сельское поселение     |
| 69   | Лежнево            | пгт     | ↘7297                                                                                                | Лежневское городское поселение    |
| 70   | Лежневская Роща    | деревня | 9 | Лежневское сельское поселение     |
| 71   | Лопатино           | деревня | ↘21                                                                                                  | Лежневское сельское поселение     |
| 72   | Мальчиха           | деревня | ↘8                                                                                                   | Лежневское сельское поселение     |
| 73   | Марково Большое    | деревня | ↘14                                                                                                  | Лежневское сельское поселение     |
| 74   | Маслово            | село    | ↘0                                                                                                   | Лежневское сельское поселение     |
| 75   | Медведково         | деревня | ↘3                                                                                                   | Лежневское сельское поселение     |
| 76   | Михеевское         | деревня | ↘12                                                                                                  | Лежневское сельское поселение     |
| 77   | Мостовое           | деревня | ↘5                                                                                                   | Лежневское сельское поселение     |
| 78   | Мощенки            | деревня | ↘66                                                                                                  | Лежневское сельское поселение     |
| 79   | Новые Горки        | село    | ↘2775                                                                                                | Новогоркинское сельское поселение |
| 80   | Ожерельево         | деревня | ↘5                                                                                                   | Шилыковское сельское поселение    |
| 81   | Осиновка           | деревня | ↘51                                                                                                  | Шилыковское сельское поселение    |
| 82   | Павелково          | деревня | ↘19                                                                                                  | Лежневское сельское поселение     |
| 83   | Панютино           | деревня | ↘5                                                                                                   | Новогоркинское сельское поселение |
| 84   | Паршнево           | деревня | ↗189                                                                                                 | Сабиновское сельское поселение    |
| 85   | Перепечино Большое | деревня | ↘35                                                                                                  | Лежневское сельское поселение     |
| 86   | Пестиха            | деревня | ↘1                                                                                                   | Сабиновское сельское поселение    |
| 87   | Петровское         | село    | ↘7                                                                                                   | Лежневское сельское поселение     |
| 88   | Пещериха           | деревня | ↘3                                                                                                   | Лежневское сельское поселение     |
| 89   | Плясуниха          | деревня | ↘5                                                                                                   | Лежневское сельское поселение     |
| 90   | Подраменово        | деревня | ↘8                                                                                                   | Лежневское сельское поселение     |
| 91   | Помчиха            | деревня | ↘2                                                                                                   | Лежневское сельское поселение     |
| 92   | Попцево            | деревня | ↘29                                                                                                  | Шилыковское сельское поселение    |
| 93   | Почевино           | деревня | ↘7                                                                                                   | Лежневское сельское поселение     |
| 94   | Развалиха          | деревня | ↘1                                                                                                   | Лежневское сельское поселение     |
| 95   | Растилково Большое | деревня | ↘48                                                                                                  | Лежневское сельское поселение     |
| 96   | Растилково Малое   | деревня | ↗144                                                                                                 | Лежневское сельское поселение     |
| 97   | Романки            | деревня | ↘21                                                                                                  | Лежневское сельское поселение     |
| 98   | Сабиново           | деревня | 349                                                                                                  | Сабиновское сельское поселение    |
| 99   | Сабуриха           | деревня | ↘12                                                                                                  | Лежневское сельское поселение     |
| 100  | Самушино           | деревня | ↘48                                                                                                  | Лежневское сельское поселение     |
| 101  | Селышки            | деревня | ↘35                                                                                                  | Сабиновское сельское поселение    |
| 102  | Селышки            | деревня | ↘23                                                                                                  | Сабиновское сельское поселение    |
| 103  | Симониха           | деревня | ↘22                                                                                                  | Лежневское сельское поселение     |
| 104  | Скоково            | деревня | ↘20                                                                                                  | Сабиновское сельское поселение    |
| 105  | Смердово           | село    | ↘12                                                                                                  | Лежневское сельское поселение     |
| 106  | Сосновка           | деревня | ↘5                                                                                                   | Шилыковское сельское поселение    |
| 107  | Станки             | деревня | ↘29                                                                                                  | Лежневское сельское поселение     |
| 108  | Старый Карачун     | деревня | ↘19                                                                                                  | Новогоркинское сельское поселение |
| 109  | Стафурово          | деревня | ↘5                                                                                                   | Лежневское сельское поселение     |
| 110  | Степанниково       | деревня | ↘5                                                                                                   | Сабиновское сельское поселение    |
| 111  | Стояково           | деревня | ↘8                                                                                                   | Лежневское сельское поселение     |
| 112  | Стоянцево          | село    | ↘38                                                                                                  | Шилыковское сельское поселение    |
| 113  | Стрекалово         | деревня | ↘43                                                                                                  | Лежневское сельское поселение     |
| 114  | Ступкино           | село    | ↘23                                                                                                  | Шилыковское сельское поселение    |
| 115  | Таковец            | деревня | ↘12                                                                                                  | Шилыковское сельское поселение    |
| 116  | Телегино           | деревня | ↘225                                                                                                 | Лежневское сельское поселение     |
| 117  | Трубецкая Дача     | деревня | 0 | Лежневское сельское поселение     |
| 118  | Увальево           | деревня | ↘98                                                                                                  | Лежневское сельское поселение     |
| 119  | Ухтохма            | село    | 440                                                                                                  | Лежневское сельское поселение     |
| 120  | Федорково          | деревня | ↘3                                                                                                   | Новогоркинское сельское поселение |
| 121  | Филипково          | деревня | ↘0                                                                                                   | Шилыковское сельское поселение    |
| 122  | Хозниково          | село    | ↘295                                                                                                 | Сабиновское сельское поселение    |
| 123  | Чернцы             | село    | ↗918                                                                                                 | Шилыковское сельское поселение    |
| 124  | Чистополье         | деревня | 10                                                                                                   | Лежневское сельское поселение     |
| 125  | Шашмурка           | деревня | ↘20                                                                                                  | Лежневское сельское поселение     |
| 126  | Шилыково           | село    | ↗1816                                                                                                | Шилыковское сельское поселение    |
| 127  | Шпариха            | деревня | ↘10                                                                                                  | Лежневское сельское поселение     |
| 128  | Щапово             | деревня | ↘48                                                                                                  | Лежневское сельское поселение     |
| 129  | Щипоусиха          | деревня | ↘18                                                                                                  | Лежневское сельское поселение     |
| 130  | Яковлево           | деревня | ↘55                                                                                                  | Лежневское сельское поселение     |
| 131  | Яманово            | деревня | ↘23                                                                                                  | Лежневское сельское поселение     |
| 132  | Яфаново            | деревня | ↘3                                                                                                   | Лежневское сельское поселение     |
| 1859 | 1905               | 2010    | |                                   |
| 97   | ↘57                | ↘46     | |                                   |

Упразднённые населённые пункты
- 1997 год — деревня Пальцево Большое[29].

## Экономика
Основу экономики района составляют промышленные и сельскохозяйственные предприятия. Промышленность представлена текстильным производством (ООО «Мега» в с. Новые Горки, «Чернцкая прядильно-ткацкая фабрика»), производством стекловолокна (ООО «Стеклолента» в с. Хозниково), швейных изделий и строительных материалов. Пищевая промышленность включает производство мясной (ООО «Сабиновский МК») и молочной (ОАО «Лежневский молокозавод») продукции. Сельское хозяйство специализируется на молочно-мясном животноводстве и растениеводстве.

## Транспорт
Через район проходит автомобильная дорога федерального значения Р132 «Золотое кольцо», обеспечивающая сообщение с Ивановом, Владимиром и Москвой. Развита сеть автомобильных дорог межмуниципального и местного значения. Функционирует автобусное сообщение с областным центром и другими населёнными пунктами. Ближайшая железнодорожная станция — Иваново.

## Объекты культурного наследия
На территории района находится большое число объектов культурного наследия (памятников истории и культуры) федерального и регионального значения.
Посёлок Лежнево
- Комплекс церкви Знамения (середина XVIII — середина XIX вв.). Объект культурного наследия федерального значения. Включает Знаменскую церковь (1745, перестроена в 1813), отдельно стоящую 76-метровую колокольню (1816—1823), дом А. В. Кокушкиной, богадельню (1860) и земское училище. Колокольня в стиле позднего классицизма была построена как памятник победы в Отечественной войне 1812 года.
- Храмовый комплекс на Советской площади. Состоит из летней Казанской церкви (1745), построенной в традициях зодчества XVII века, и зимней церкви Рождества Христова (перестроена в 1839—1851 в стиле позднего классицизма). Оба храма возведены на средства крестьянина А. П. Любимова.
- Храмовый комплекс в Назарьеве (бывшее село, ныне часть Лежнева). Включает церковь Николая Чудотворца (1877) и Покровскую церковь (начало XX века). Храмы построены в русском стиле и были частью основанного в 1893 году женского монастыря.
- Церковь Покрова (1740). Расположена в восточной части посёлка, представляет собой храм типа восьмерик на четверике. В настоящее время алтарь и глава утрачены.
- Здание бывшей Земской больницы (первая половина XIX в.). Построено в стиле позднего классицизма на средства фабриканта Кокушкина.
- Дом-музей народного умельца П. М. Ишкина — образец деревянного зодчества, украшенный резьбой.
- Памятник А. С. Пушкину (1949, скульптор-самоучка К. Г. Никифоров).

Село Афанасово
- Церковь Михаила Архангела (1832). Храм в стиле позднего классицизма с Тихвинским приделом, построенный на средства помещика И. С. Меркулова. Утрачены главка и верх колокольни.

Село Воскресенское
- Храмовый комплекс (XVIII—XX вв.). Включает церковь Воскресения (1713) — памятник архитектуры барокко с элементами зодчества XVII века, ныне в руинах; колокольню (рубеж XVII—XVIII вв.); церковь Николая Чудотворца (1791) в стиле классицизма; и здание церковно-приходской школы (1906).
- Дача Горностаева (конец XIX — начало XX в.). Загородный особняк в стиле модерн.

Село Ёлхово
- Дом Кузнецовой (1911), часовня Михаила Архангела (конец XIX в.), лавка и кладовая-сундук (начало XX в.) — образцы сельской гражданской и хозяйственной архитектуры.

Село Жуковицы
- Церковь Петра и Павла (1866). Бесстолпный храм в стиле эклектики с элементами позднего классицизма и русского стиля. Расположен на кладбище.

Село Златоуст
- Церковь Иоанна Златоуста (вторая половина XVIII в.). Ярусный храм в стиле елизаветинского барокко. В советское время был переоборудован под мастерские, верхние ярусы колокольни утрачены.

Село Клементьево
- Церковь Спаса Всемилостивого (1760). Построена по заказу князя В. О. Гундорова. Шатровая колокольня и глава храма утрачены.

Село Маслово
- Церковь Иоанна Предтечи (1803—1867). Храм с чертами архитектуры XVII века и барокко.

Село Новые Горки
- Церковь Троицы (1904). Храм, сочетающий мотивы русского и неорусского стилей, построенный при фабрике Шорыгиных. Верхний ярус колокольни и главки утрачены.

Село Петровское
- Церковь Троицы (1790). Двухэтажный храм с декором в стиле раннего классицизма, построенный на средства помещика А. А. Скрипицына.

Село Седиково
- Казанская церковь (1869). Редкий по композиции базиликальный храм в русском стиле. Находится на территории не существующего ныне села.

Село Смердово
- Церковь Троицы (1831—1863). Центрический храм с ротондой в стиле позднего классицизма, построенный на средства купца В. А. Кокушкина.

Село Ступкино
- Усадьба Блудовых (конец XVIII — начало XX в.). Включает главный дом, сочетающий черты барокко, позднего классицизма и неоклассицизма, а также флигели и остатки регулярного парка.

Деревня Телегино
- Дом Д. Л. Горностаева (конец XIX — начало XX в.). Деревянный усадебный дом в стиле эклектики, построенный местным фабрикантом.

Село Хозниково
- Церковь Николая Чудотворца (1789). Храм в стиле барокко с более поздними трапезной и колокольней в духе эклектики.

Село Чернцы
- Церковь Троицы (середина XVIII в.). Храм в традициях зодчества XVII века. В 1833 году были пристроены приделы и колокольня в стиле позднего классицизма. Завершения храма и колокольни утрачены.
- Дом С. И. Пряхина (1907). Богатый сельский дом в русском стиле с элементами модерна.
- Усадьба Воротынских (начало XIX — начало XX в.). Включает главный дом, флигель, служебные корпуса и парк.

## Знаменитые уроженцы
Шесть жителей района удостоены звания Герой Советского Союза:
- Горелов, Владимир Михайлович (1909—1945)
- Грязнов, Владимир Михайлович (1924—1998)
- Кувшинов, Александр Кузьмич (1917—1942)
- Курнаев, Сергей Михайлович (1923—2010)
- Соколов, Сергей Николаевич (1913—1983)
- Ярцев, Павел Петрович (1916—1943)